# Bois Joly
Bois Joly is een erkend natuurreservaat in de Vlaamse Ardennen in Zuid-Oost-Vlaanderen. Het natuurgebied is sinds 1993 een erkend natuurgebied dat beheerd wordt door Natuurpunt. Het bosreservaat ligt op het grondgebied van de stad Ronse. Het natuurreservaat is erkend als Europees Natura 2000-gebied (Bossen van de Vlaamse Ardennen en andere Zuid-Vlaamse bossen).

## Landschap
Dit bos is het voormalig park van Notaris Edouard Joly (1812-1887), die er een soort archeologisch park ingericht had. Na een periode als recreatiegebied gediend te hebben voor de Ronsese beau monde is het bos geleidelijk aan verwilderd. Nu is het een van de rijkste bronbossen uit de streek, en een geschikte plaats voor een boswandeling in elk seizoen. Enkel de aangelegde vijver en een namaak-menhir herinneren nog aan het verleden van dit bos. De vijvers ontstonden toen in de bovenloop van de (door het bos lopende) Noorisbeek waarin twee dammetjes gebouwd werden. Vanuit deze vijver werd het zuivere bronwater via buizen naar de stadskern van Ronse geleid. Het bos is zeer drassig en wordt op verschillende plaatsen door bronbeekjes doorsneden.

## Fauna
In het Bois Joly vinden de vos, vleermuis en vuursalamander hun stek. Ook vogels zoals de boomklever, de glanskop en de kleine bonte specht komen er voor.

## Flora
In het bomenbestand vinden we hoofdzakelijk beuk en tamme kastanje, maar ook zomereik, berk, hulst, vlier en esdoorn. Hier en daar zijn er kleine open plekken. Dicht bij de ingang bevindt zich een weide die volledig door bos en houtkanten omgeven is. In de lente is er een rijke voorjaarsflora te bewonderen met alle klassiekers uit het bos: kleine maagdenpalm, witte klaverzuring, grootbloemige muur, veelbloemige salomonszegel, bosanemoon, gevlekte aronskelk, bosviooltje, gele dovenetel, slanke sleutelbloem, dotterbloem, pinksterbloem, dagkoekoeksbloem, paarbladig goudveil en anderen. In het najaar is het een paradijs voor paddenstoelen, mede door het overal aanwezige dode hout. Gele aardappelbovist, echte tondelzwam, elfenbankje en tientallen soorten plaatjeszwammen groeien volop in het Bois Joly.

## Afbeeldingen

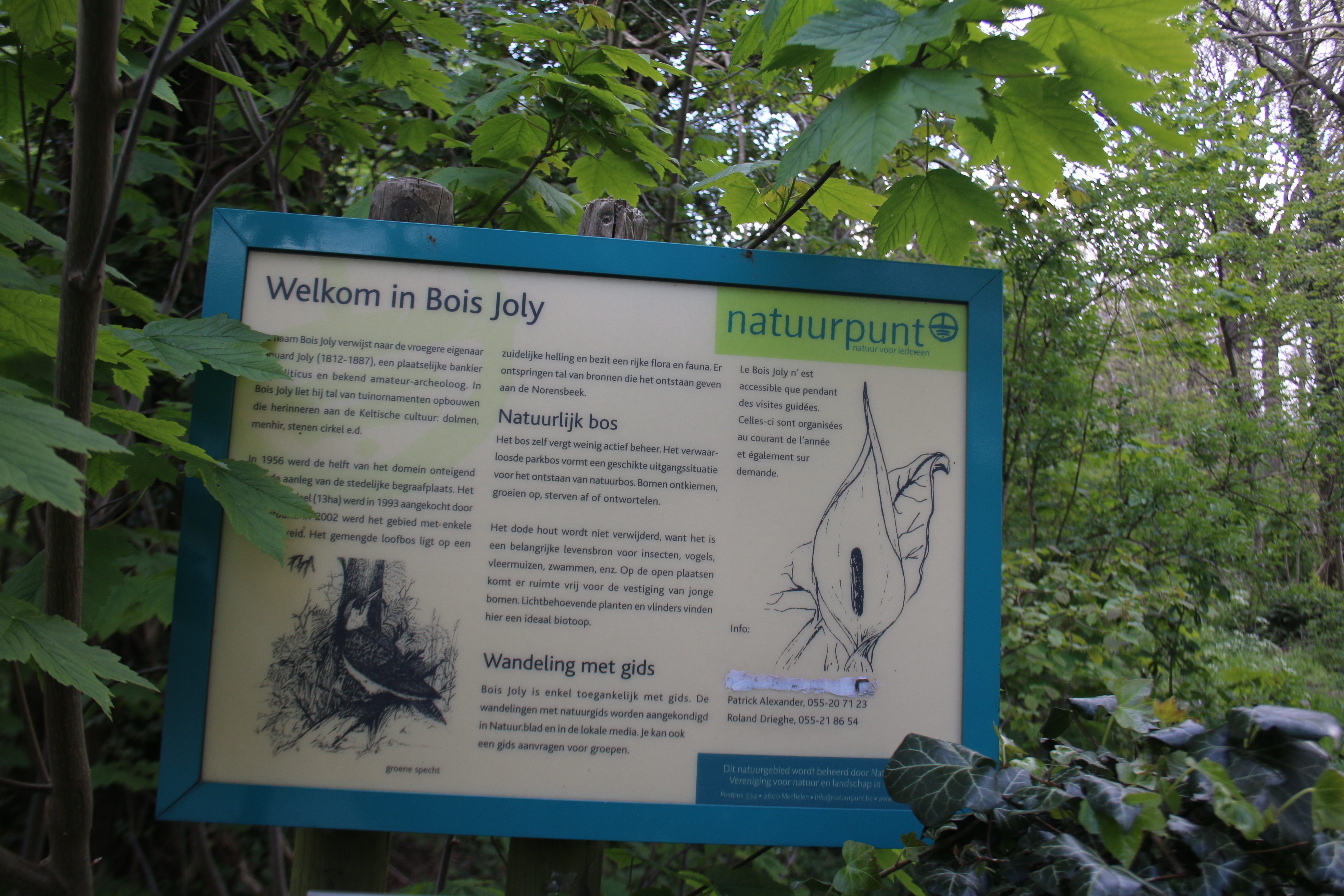
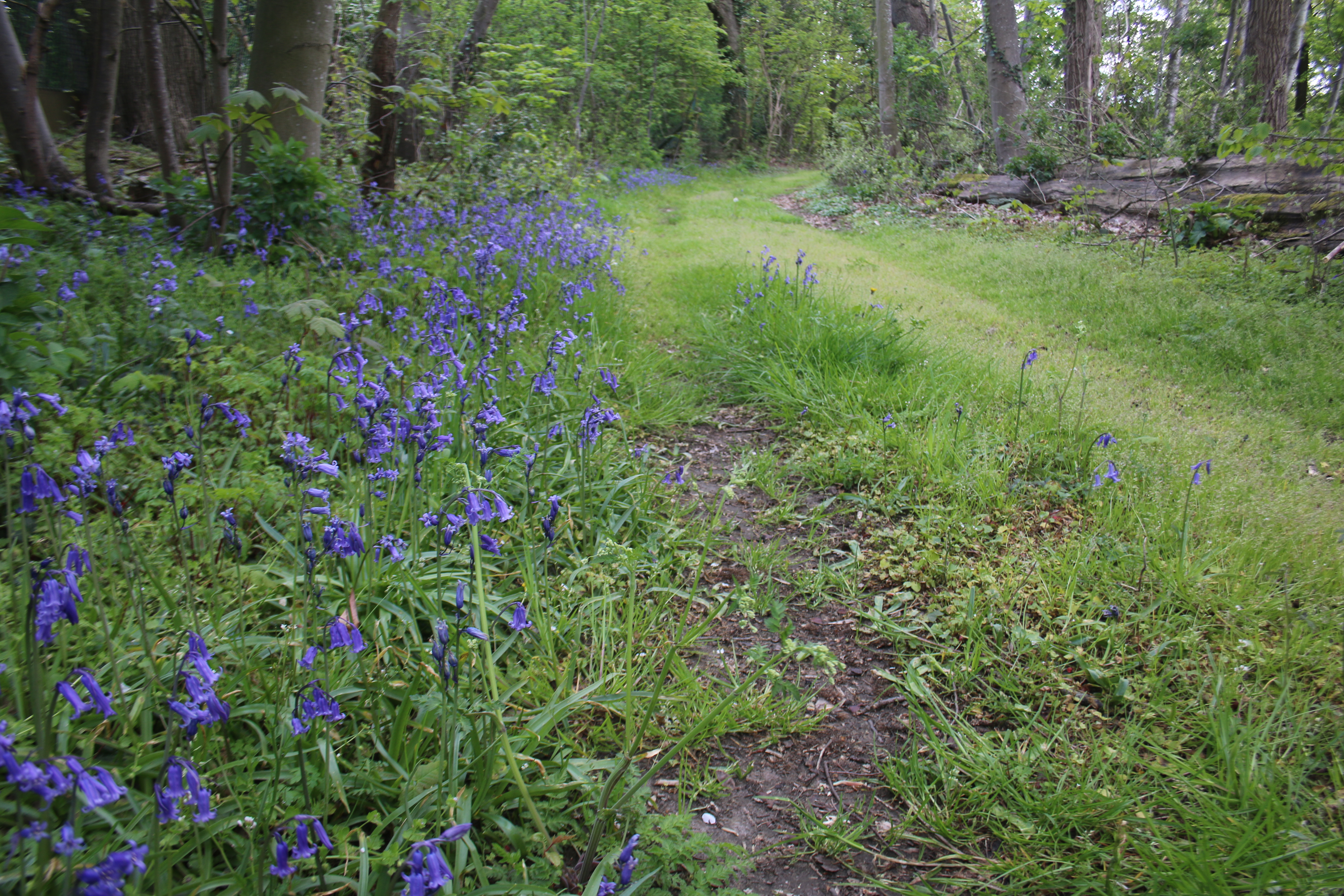